# توماس هنري كارتر
توماس هنري كارتر (بالإنجليزية: Thomas Henry Carter)‏ هو ضابط أمريكي، ولد في 13 يونيو 1831 في مقاطعة كينغ ويليام في الولايات المتحدة، وتوفي في 2 يونيو 1908.